# Marceli Michał Różański
Marceli Michał Różański (ur. 18 czerwca 1885 w Warszawie zm. 26 sierpnia 1951 w Kruszynce pod Kutnem) – polski hodowca roślin, redaktor "Gazety Rolniczej", aktywny działacz Towarzystwa Ogrodniczego Warszawskiego.

## Życiorys
Marceli Różański urodził się w Warszawie 18 czerwca 1885 w rodzinie Stanisława i jego żony Wiktorii Katarzyny z domu Reczyńskiej. Naukę w gimnazjum rozpoczął w Częstochowie, a następnie w Warszawie, gdzie zdał maturę. W 1904 rozpoczął dalszą naukę na wydziale matematyczno-przyrodniczym Cesarskiego Uniwersytetu Warszawskiego i po pierwszym roku przeniósł się do Krakowa na studium Rolnicze Uniwersytetu Jagiellońskiego, które ukończył w 1908. Następnie pracował w Katedrze Uprawy i Hodowli Roślin i w 1911 uzyskał doktorat u Emila Godlewskiego na podstawie pracy pt: "Rozwój bobiku i wpływ na niego nawozów azotowych i torfu".
W latach 1912-32 pracował w Centralnym Towarzystwie Rolniczym w sekcji nasiennej i zajmował się kwalifikowaniem materiału siewnego. Od 1919 kierował wydziałem CTR, którego zadaniem było prowadzenie instruktażu dla Izb Rolniczych w zakresie kwalifikowania materiału siewnego. Był również kierownikiem naukowym w prywatnych hodowlach roślin, m.in. u: Józefa Czarnowskiego w Łękach (pow. Kutno), Wiktora Detkensa w Strzykułach pod Ożarowem, Lenartowicza w Złotej pod Sandomierzem, Mirkowicza na Wołyniu oraz w warszawskiej firmie ogrodniczej Christiana Ulricha.
W 1916 został członkiem rzeczywistym Towarzystwa Ogrodniczego Warszawskiego i od 1924 był jednym z wiceprezesów. Brał czynny udział w pracach i działaniach Towarzystwa jako członek komitetów przygotowujących wystawy, jako prelegent oraz pracował przy opracowaniu statutu Centralnej Organizacji Ogrodniczej
Od 1913 był członkiem redakcji "Gazety Rolniczej" organu Centralnego Towarzystwa Rolniczego i w latach 1914-18 był jej redaktorem naczelnym. W latach 1927-35 wydawał miesięczny dodatek do "Gazety Rolniczej" pod tytułem "Przegląd Rolniczo-Ogrodniczy".
W latach 1930-39 prowadził wykłady z propedeutyki rolnictwa na Politechnice Warszawskiej na Wydziale Melioracji oraz nasionoznawstwo towarowe w Wyższej Szkole Handlowej oraz nasionoznawstwo na rolniczych kursach korespondencyjnych im. S. Staszica.
Był autorem wielu publikacji z zakresu nasiennictwa i hodowli roślin, m in.:
- Nasionoznawstwo (1922),
- Uprawa łąk i pastwisk (1927, 1937),
- Odmiany zbóż najczęściej uprawiane oraz ich ziarno (1936),
- O siewie, przygotowaniu nasion do siewu i ich ocenie (1936),
- O wyborze odmiany i kupnie nasion (1936),
- Najważniejsze wiadomości o materiale siewnym (1948)

Był współredaktorem pierwszych w Polsce "Przepisów i regulaminów kwalifikowania materiału siewnego".
Żonaty z Augustą Matyldą Mayer, małżeństwo było bezdzietne. Zmarł w Kruszynce pod Kutnem 26 sierpnia 1951 i pochowany jest na cmentarzu powązkowskim w Warszawie, kwatera 39, rząd 1, miejsce 23, 24.